# آنا جی
آنا ماری جرنیگان (زاده 15 ژوئیه 1998)، که بیشتر با نام رینگ آنا جی شناخته می‌شود، یک کشتی‌گیر حرفه ای آمریکایی است. او با اول الیت رسلینگ قرارداد امضا کرده‌است که در آنجا با نام رینگ Anna Jay AS اجرا می‌کند.
آنا جی در ۲۸ ژوئن ۲۰۲۱ در رسانه‌های اجتماعی فاش کرد که در حال حاضر با جک پری در رابطه است.